# コフィン・ベイ

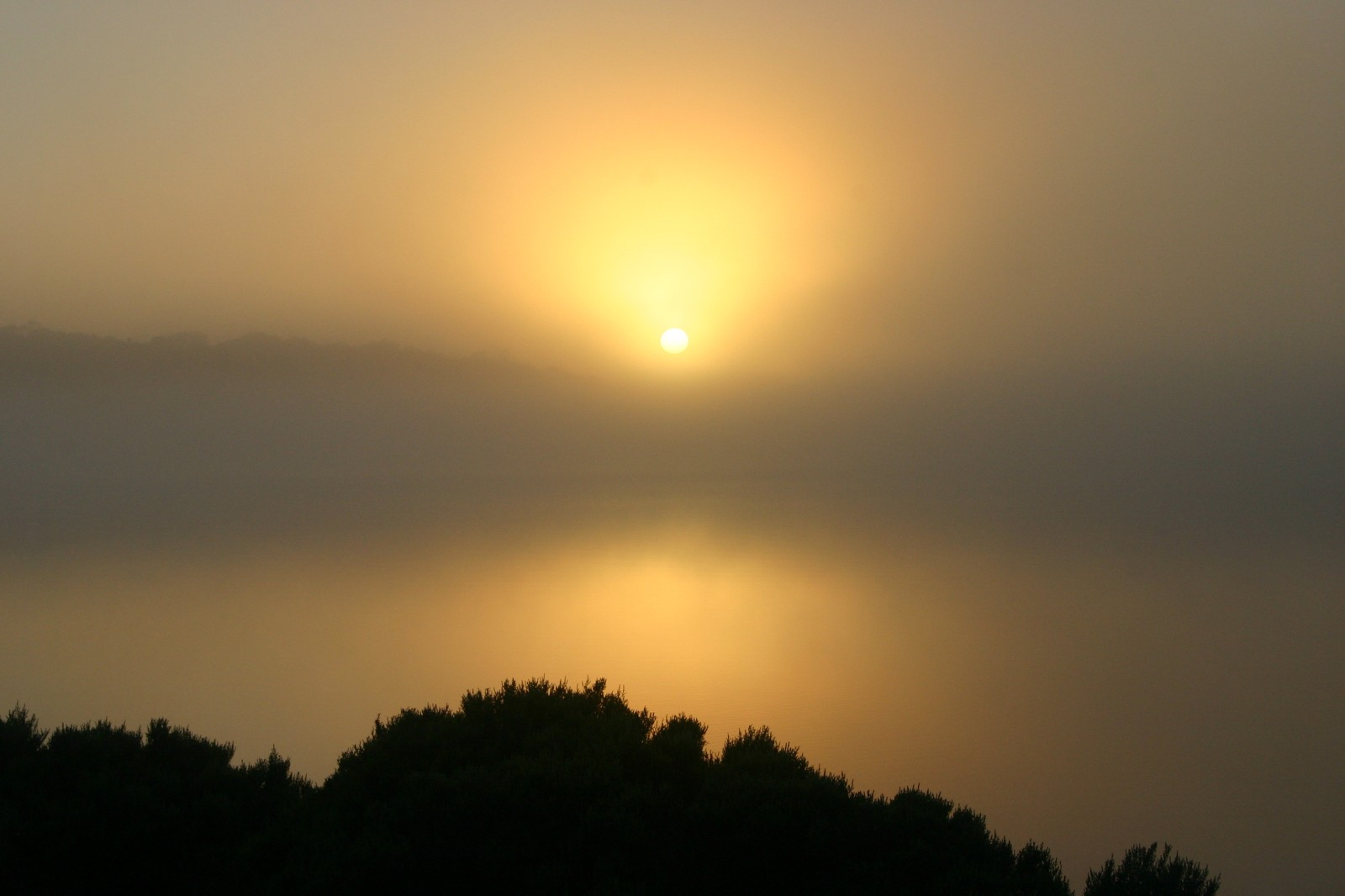
コフィン・ベイ国立公園の夕日

コフィン・ベイ（Coffin Bay）は、オーストラリアの南オーストラリア州にある小さな町。人口は611人（2016年）。夏の間は観光客の流入があり、人口は約2000人増加する。
エアー半島の南西部に位置し、コフィン・ベイという湾に面している。半島最大の都市ポートリンカーンの46キロメートル西に位置する。ちなみに、コフィン・ベイという湾は、幅が非常に狭く（所によって数百メートル）、対岸までわたることができるほどである。

## カキの養殖
この町では、カキの養殖が盛んで、日本にも輸出されている。

## スポーツ
この町は、静かな湾に面しているため、釣り、水泳や水上スキーが盛んである。